# 나무위키 꺼라
나무위키 꺼라는 2016년 구마모토 지진 당시 트위터에서 애니프사를 사용하는 유저들이 해당 사건과 지식에 대해 잘못된 정보를 제공하자 어떤 트위터 유저가 "또 또 X발 애니프사 지진X문가들 대거 등판하네 (중략) 나무위키 꺼라"라는 트윗을 올렸는데 해당 표현이 나무위키의 문제점을 지적하면서도 간결하고 재치 있어서 넷상에서 자주 사용되다가 꺼무위키, 꺼라위키, 장작위키, X무위키 등으로 변형되어 현재는 나무위키를 가리키는 인터넷 밈 중 하나가 되었다.

## 배경
2016년 구마모토 지진 당시 대한민국의 일부 네티즌들이 과거사, 독도 문제 등으로 인한 혐일 감정으로 일본침몰을 바란다거나 죽은 것을 축하한다는 등의 사람이 갖추어야 할 예의를 어긴 발언들을 하였는데 이중에는 지진과 관련해 잘못된 정보를 전달하는 사람들도 존재했는데 대부분이 애니프사를 달고 있는 사람들이었다.. 이에 한 네티즌이 트위터에 트윗을 올렸는데 내용은 아래와 같다.
또 또 씨발 애니프사 지진좆문가들 대거 등판하네
애니프사들은 모든 이슈에 다 등판하네
나무위키 꺼라

이후 해당 용어는 인터넷에서 자주 사용되다가 결국 나무위키의 또다른 용어가 되었다.

## 변화
나무위키 꺼라를 조금 바꾼 꺼라위키 나무, 꺼라위키, 꺼무위키 등 다양한 표현들이 만들어지기도 했는데 다만 꺼무위키는 나무위키를 지적하는 용도로 사용하기 보단 재미로 사용하는 경우가 많다.

### 나무위키 켜라
2020년대부터 나무위키를 앞서는 사이버 렉카들과 그에 의한 여러 사건사고가 겹치면서 "나무위키 꺼라"에 새로운 변화가 생겼는데 나무위키조차도 사용하지 않는 출처를 알 수 없는 정보들과 뇌피셜을 무조건 맞다고 주장하는 사람들에게 "나무위키라도 읽고 와라"는 차원에서 "나무위키 켜라"라는 새로운 용어가 생겨났다.

## 반응

### 나무위키
2019년 4월 1일 만우절 당시 나무위키 로고가 꺼무위키로 바뀌었고 나무위키:대문 역시 꺼무위키:대문으로 바뀐 적이 있다. 나무위키 틀 역시 꺼무위키로 변경되었다.